# Ca la Silvana
Ca la Silvana és una casa medieval del municipi d'Anglès inclosa en l'Inventari del Patrimoni Arquitectònic de Catalunya.

## Descripció
Casa medieval de tres plantes entre mitgeres i ubicada al costat esquerre del carrer de Santa Magdalena. Està coberta amb una teulada a dues aigües de vessants a façana i cornisa catalana. Respon a la tipologia de casa medieval.
L'edifici actual és fruit de dos moments constructius diferents. La primera etapa constructiva és del segle xvi i abastaria la planta baixa i el primer pis. La planta baixa destaca sobretot pel gran portal adovellat d'arc de mig punt amb unes dovelles de dimensions importants i ben escairades. Al primer pis trobem dues obertures. Una és petita, rectangular i emmarcada de rajol. L'altra és molt interessant, tot i que es troba en un estat pèssim de conservació. Aquesta es caracteritza per ser rectangular, amb llinda monolítica horitzontal, muntants de pedra ben escairats i ampit treballat. El dintell recull una sèrie de motius com ara una creu al centre envoltada per dos llaços a cada banda i a sota les inicials de Jesús (IHS) i la data de 1570.
La segona etapa constructiva és de finals del segle XX i s'ha traduït en la construcció d'un nou pis, aixecant per tant l'alçada total de l'edifici. Ara bé, cal dir que les pertinents obres no s'han culminat, ja que resta el rajol nu sense el seu pertinent recobriment i arrebossat.

## Història
El barri de santa Magdalena estava situat originalment a extramurs, així com altres elements interessants, ja sigui la capella de l'antic castell -actual parròquia de Sant Miquel-, el molí de can Ciscot o carrers com el del Raval i el de l'Empedrat. A part de les respectives cases dels veïns, aquest barri albergava tres construccions que van acabar constituint un conjunt arquitectònic important. Són la capella de Santa Magdalena, l'Hospital i el Col·legi.
En primer lloc, la capella de Santa Magdalena, actualment desapareguda, fou enderrocada en els anys setanta del segle xx. També se la coneixia com la capella de l'hospital dels pobres de Jesucrist. Disposava d'un frontís triangular, absis, un imponent campanar d'espadanya i l'interior albergava un important retaule que contenia episodis de la vida de santa Magdalena, destruït durant la Guerra Civil.
En segon lloc, tenim l'Hospital dels pobres de Jesucrist que en l'actualitat seria Ca la Silvana. Les primeres notícies que es conserven són del 1401. Tenia com a objectiu socórrer als caminants i mendicants de tota la vall d'Anglès. De 1880 a 1920 el barri de santa Magdalena va experimentar un gran creixement que va provocar la desaparició de l'hospital. De fet l'hospital es va mantenir actiu fins a finals del segle xix, quan en el 1882 l'Ajuntament va expropiar l'edifici i va dissoldre al patronat. Per tal de donar sortida a l'edifici va construir un escorxador municipal en el pati de l'hospital el qual va perdurar fins al 1970 quan va ser tancat definitivament. El tercer en discòrdia va ser un col·legi de nenes inaugurat en el 1922 i que en l'actualitat és la seu de l'oficina de correus.